# Bejsce (plaats)
Bejsce is een dorp in het Poolse woiwodschap Święty Krzyż, in het district Kazimierski. De plaats maakt deel uit van de gemeente Bejsce.